# Ecliptopera
Genre
Ecliptopera est un genre de lépidoptères (papillons) de la famille des Geometridae.

## Espèces rencontrées en Europe
- Ecliptopera capitata (Herrich-Schäffer 1839)
- Ecliptopera silaceata (Denis & Schiffermüller 1775)